# Abú Zabí
Abú Zabí neboli Abú Dhabí (arabsky أبو ظبي‎ Abū Ẓabī), v doslovném překladu „Otec antilopy“, je hlavním a druhým nejlidnatějším městem Spojených arabských emirátů (SAE) po Dubaji.
Sídlil zde prezident SAE Chalífa bin Zájid Ál Nahján (v úplném anglickém přepisu Khalifa bin Zayed bin Sultan Al Nahyan), který byl zároveň vládcem emirátu Abú Zabí. Také jeho bratr, korunní princ emirátu a generál ozbrojených sil SAE Muhammad ibn Zájid Ál Nahján, má své sídlo v tomto městě. Zde je také sídlo vlády i federálních úřadů Spojených arabských emirátů. Sídlí zde také většina zastupitelských úřadů a ropných společností. Abú Zabí je zároveň hlavním městem stejnojmenného emirátu, největšího ze sedmi členských emirátů SAE. Je jeho hlavním obchodním a kulturním střediskem.
Město leží na ostrově tvarovaném do písmene T, který se nachází v Perském zálivu. V roce 2014 mělo 1,5 milionu obyvatel. Rychlý rozvoj hospodářství a infrastruktury a vysoké peněžní příjmy jeho obyvatel proměnily město ve velkou a vyspělou metropoli.
Co se týče nákladů na živobytí, bylo město Abú Zabí v roce 2014 až na 68. místě na světě. Časopis Fortune a televizní stanice CNN je však v roce 2007 označily jako nejbohatší město světa.

## Historie

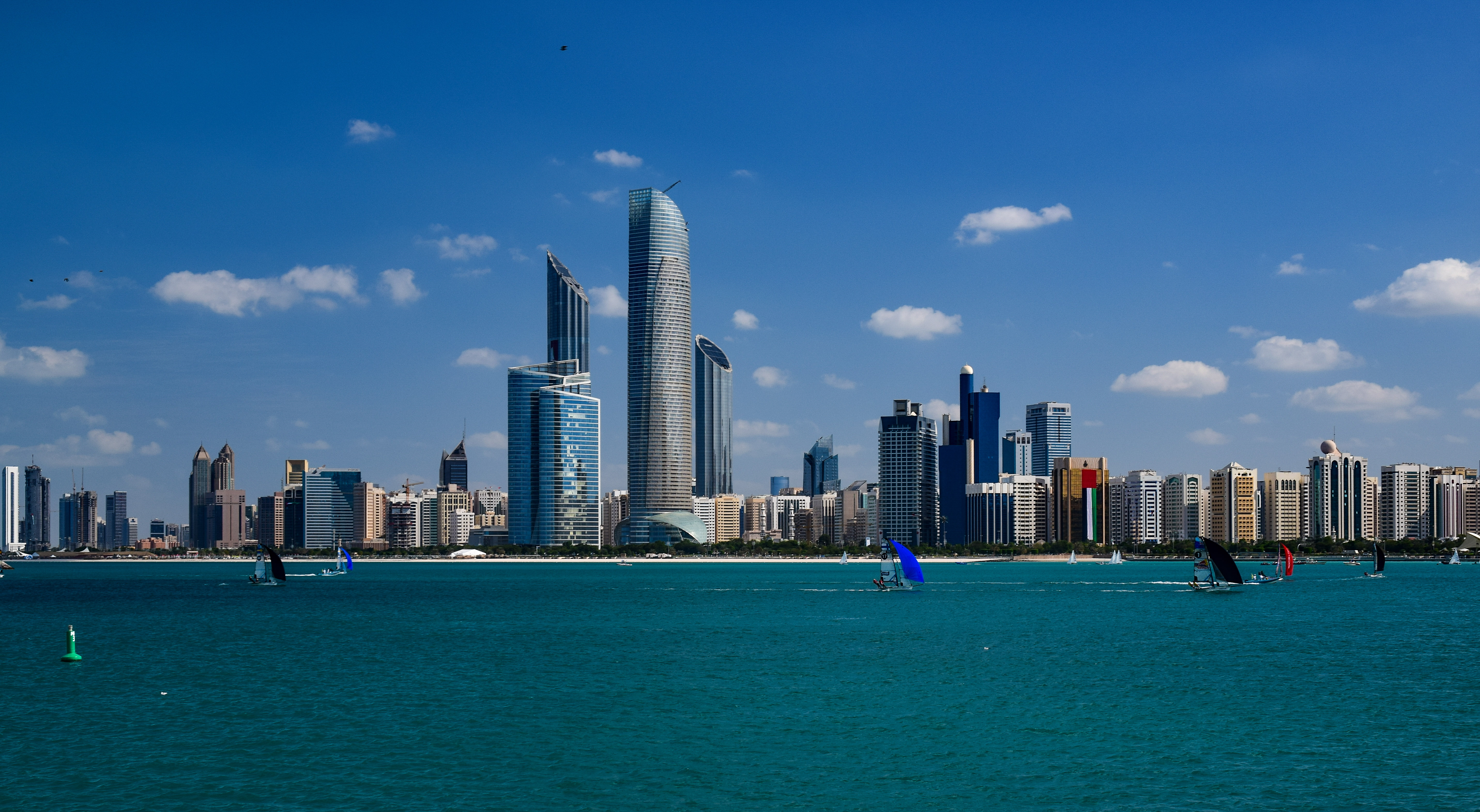
Panorama města

Abú Zabí je plné archeologických památek, které dokazují existenci starých civilizací na území dnešního města. Našly se zde pozůstatky kultury Umm an-Nar, které byly datovány cca do roku 3000 př. n. l. Další zbytky velmi starých osad byly nalezeny i v okolí města, třeba až u města Al-Ajn. Jsou také důkazy o civilizaci kolem hory Džebel Hafít. Tato lokalita je důležitá, protože ve Spojených arabských emirátech se jedná o druhou nejvyšší horu a kolem ní je mnoho zdrojů vody, jezera a téměř celoroční vlhké počasí.
Co se týče jména města, je původ názvu Abú Zabí nejistý. Při doslovném překladu z arabštiny by to znamenalo „otec gazel“. Asistent zástupce ministra pro kulturní záležitosti Bilal al-Budoor prohlásil: „Oblast měla hodně dhibaa (jelenů) a byla podle toho přezdívána.“ Původní název Abú Zabí zněl Milh, což by znamenalo sůl. To možná mělo odkazovat na slané vody Perského zálivu. Beduíni nazývali město Umm Zabí (matka jelenů). Podle některých historických záznamů bylo jméno Abú Zabí poprvé použito před více než 300 lety.
Jedním z nejmocnějších beduínských kmenů v této oblasti byl kmen Bani Yas; měl přes 20 samostatně se pohybujících skupin. Původně kočoval v oblasti oázy Liwa, avšak v roce 1793 začala jedna z jeho skupin, Al Bu Falah, obývat území dnešního Abú Zabí. Příčinou bylo objevení zásob pitné vody. Z této skupiny vzešel současný vládnoucí rod emirátu Abú Zabí, Ál Nahján (v anglickém přepisu Al Nahyan).

## Geografie a klima
Město Abú Zabí se nachází v severovýchodní části Perského zálivu na Arabském poloostrově. Část města se nachází na ostrově ve tvaru písmene T, který je s pevninou spojen mosty Maqta a Mussafah. V roce 2010 byl otevřen další most, který ostrov a pevninu spojuje. Most byl nazván Sheikh Zayed Bridge; navržen byl londýnskou architektkou iráckého původu Zahou Hadid. Přestože se větší část města nachází na zmíněném ostrově, vznikla některá předměstí i na pevnině, například Khalifa City, Al Raha Beach a Al Shahama.
Abú Zabí má horké pouštní klima. Měsíce červen až září jsou obecně velmi horké a vlhké, s maximálními teplotami v průměru nad 38 °C. Během této doby se přerušovaně objevují i písečné bouře, které snižují viditelnost. Studenější sezóna je od listopadu do března, kdy se teploty pohybují okolo 20 °C. Na druhou stranu bývají v Abú Zabí v tomto období husté mlhy, které někdy trvají i několik dní.
| Měsíc                                          | Leden | Únor  | Březen | Duben | Květen | Červen | Červenec | Srpen | Září  | Říjen | Listopad | Prosinec | Rok    |
| ---------------------------------------------- | ----- | ----- | ------ | ----- | ------ | ------ | -------- | ----- | ----- | ----- | -------- | -------- | ------ |
| Rekordní nejvyšší, °C                          | 33,7  | 38,1  | 43,0   | 44,7  | 46,9   | 48,8   | 48,7     | 49,2  | 47,7  | 43,0  | 38,0     | 33,4     | 49,2   |
| Průměrná nejvyšší, °C                          | 24,1  | 26,0  | 29,5   | 34,5  | 39,3   | 40,8   | 42,1     | 42,9  | 40,4  | 36,5  | 31,1     | 26,3     | 34,46  |
| Denní průměrná, °C                             | 18,8  | 19,6  | 22,6   | 26,4  | 31,2   | 33,0   | 34,9     | 35,3  | 32,7  | 29,1  | 24,5     | 20,8     | 27,41  |
| Průměrná nejnižší, °C                          | 13,2  | 14,6  | 17,5   | 20,8  | 23,8   | 26,1   | 28,8     | 29,5  | 26,6  | 23,2  | 18,7     | 15,8     | 21,55  |
| Rekordní nejnižší, °C                          | 5,0   | 5,0   | 8,4    | 11,2  | 16,0   | 19,8   | 16,5     | 17,0  | 19,0  | 12,0  | 10,5     | 7,1      | 5      |
| Průměrné srážky, mm                            | 7,0   | 21,2  | 14,5   | 6,1   | 1,3    | 0      | 0        | 1,5   | 0     | 0     | 0,3      | 5,2      | 57,1   |
| Počet dní, kdy je srážek ≥ 0,2 mm              | 1,2   | 2,8   | 2,8    | 1,2   | 0,1    | 0,0    | 0,0      | 0,1   | 0,0   | 0,0   | 0,2      | 1,5      | 9,9    |
| Průměrná relativní vlhkost, %                  | 68    | 67    | 63     | 58    | 55     | 60     | 61       | 63    | 64    | 65    | 65       | 68       | 63,1   |
| Průměrný počet hodin slunečního svitu v měsíci | 246,1 | 232,6 | 251,1  | 280,5 | 342,2  | 336,9  | 314,2    | 307,5 | 302,4 | 304,7 | 286,6    | 257,6    | 3462,4 |

## Městské části
- Al-Amán
- Al-Batín
- Az-Zafra
- Al-Falah
- Al-Karáma
- Al-Chubíra
- Ostrov Al-Lu'lu'
- Al-Madína
- Al-Manasír
- Al-Manhal
- Al-Maqtaʿa
- Al-Markazija
- Al-Míná
- Al-Murúr
- Al-Mušrif
- Al-Muzún
- An-Nahján
- Al-Qubisat
- Ar-Raʿas al-Achdar
- Ostrov Ar-Rím
- Ar-Rihhan
- Ar-Rúda
- Az-Zaʿab
- Az-Záhía
- Az-Zahraʿa
- Al-Chálidija
- Bajn al-Džisrajn
- Hudariját
- Chalífovo Město
- Marina Village
- Masdar
- Město Muhamada ibn Zájida
- Ostrov Saʿadiját
- Šachbút
- Officers City
- Qasr al-Bahr
- Qasr aš-Šáti
- Ostrov Jás

## Ekonomika

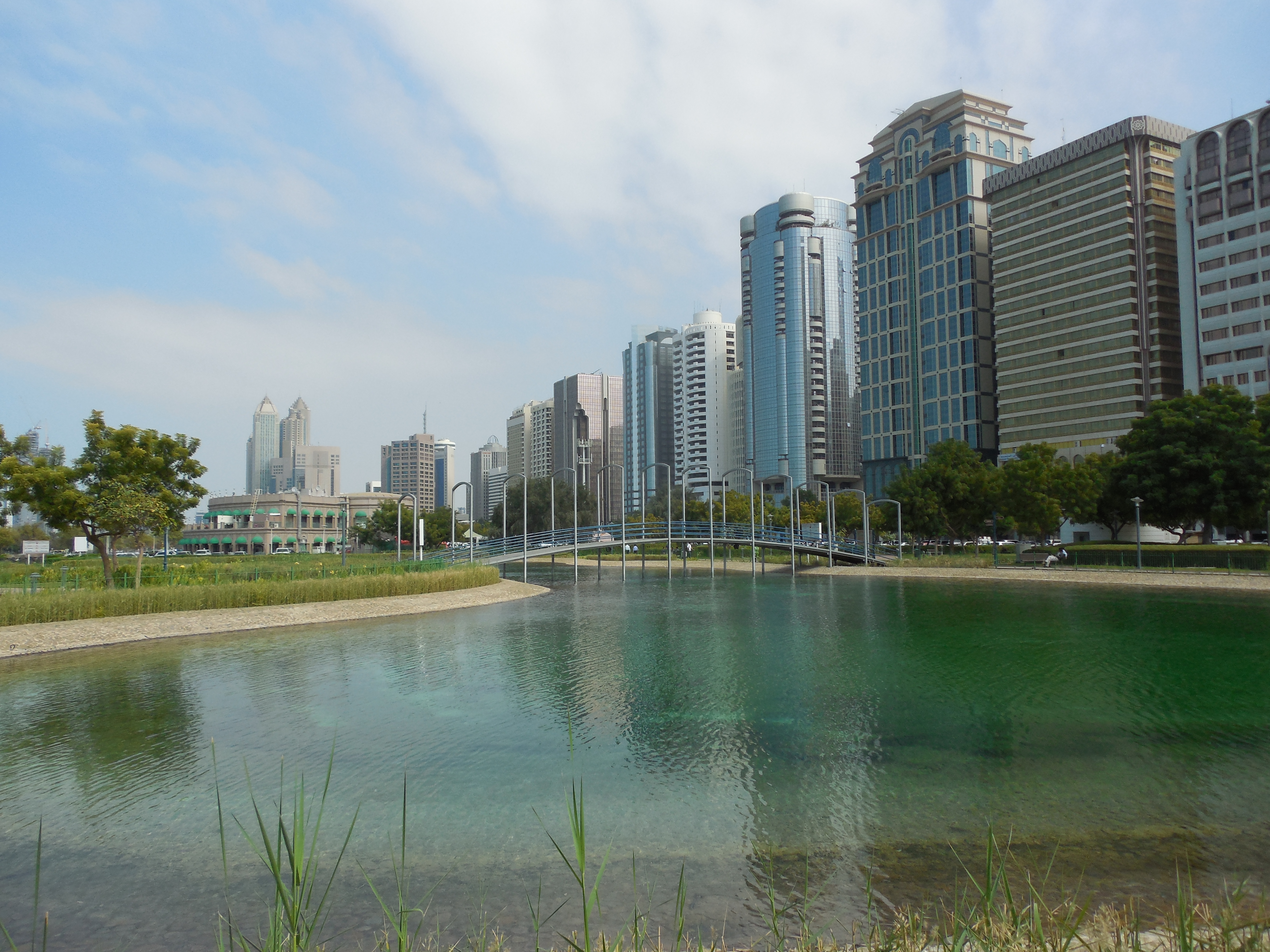
Pohled na Lake Park

Spojené arabské emiráty (SAE) mají velké zásoby ropy a zemního plynu. Jejich hrubý domácí produkt (HDP) v přepočtu na jednoho obyvatele je jeden z nejvyšších na světě. 95 % zásob ropy na území SAE se nachází na katastru města Abú Zabí. Také 92 % zemního plynu se těží na území tohoto města. Abú Zabí tak má 9 % ze světových zásob ropy a 5 % světových zásob zemního plynu. V posledních letech se ale intenzifikace těžby soustřeďuje hlavně na zemní plyn.
Mnoho finančních prostředků plyne do Abú Zabí i díky turistickém ruchu, který se zde široce rozvinul nejen kvůli městu samotnému, ale i kvůli jeho okolí. Vznikají i projekty na ještě lepší dopravní infrastrukturu, mezi něž patří i vybudování železnice mezi Abú Zabí a Dubajem a rozšiřování letiště.
Abu Zabí je nejbohatší emirát SAE z hlediska hrubého domácího produktu (HDP) a nashromážděného kapitálu. V roce 2010 HDP na obyvatele dosáhl 49 600 dolarů. Vyšší HDP tedy mají jen Katar, Lichtenštejnsko a Lucembursko.
Abú Zabí je také centrem filmového průmyslu v arabském světě. Město je lokací pro natáčení mnoha filmů. Jedním takovým filmem byl snímek Rychle a zběsile 7 (2015), který se částečně natáčel v Abú Zabí.

## Architektura
Významná část města byla postavena v roce 1967 a v následujícím období. Tehdy zde působil japonský architekt Takahashi, který vytvořil obytné soubory pro více než 40 000 lidí. Hustota obyvatelstva je různorodá, v centru je vysoká a naopak na předměstí poměrně nízká. Právě v centru, kde je soustředěno nejvíce obyvatel, je zástavba z velké části tvořena kancelářskými výškovými budovami.
Mezi největší mrakodrapy v centru patří:
- Abu Dhabi Investment Authority Tower,
- Národní banka
- Hotel Hilton
- sídlo telekomunikační firmy Etisalat
- Capital Gate - národní výstavní centrum
- Nejvyšší mrakodrap Abú Zabí Central Market měří 382 metrů, je to obchodní středisko
- Salón, zábavní centrum a muzeum automobilky Ferrari

### Louvre Abu Dhabi
Jde o pobočka pařížského Muzea Louvre situované do čtvrti Saadiyat. Bylo otevřeno v roce 2017. Tvoří je 55 budov, které navrhl slavný francouzský architekt Jean Nouvel. Ve 23 z nich jsou stálé galerie, které staví vedle sebe artefakty různých civilizací na časové ose dějin lidstva od prehistorie po současnost. Jednotícím prvkem je prostorová vzdušnost a voda jako základní živel. Stříbřitá kopule, která zastřešuje muzeum má průměr 180 m a váhu 7500 t. Tvoří ji osm propojených perforovaných vrstev z oceli a hliníku, které vytvářejí vzorec 7850 „hvězd“ propouštějících denní světlo ve hře světel a stínů označované jako „světelný déšť“, jež je reflexí arabských geometrických vzorů.
Rozvoj výškových budov pokračuje především v centru města a v turisticko-rekreační oblasti a je plánován do roku 2030.

### Velká mešita šejka Saída
Její architektura je odvozena z marocké mešity v Casablance, je největší na Arabském poloostrově a patří k největším v islámském světě. Zaujímá plochu 22 412 metrů čtverečních a pojme 41 tisíc věřících. Ženám včetně turistek je vstup povolen pouze v dlouhém oděvu, zakrývajícím hlavu (vlasy), paže i nohy, všichni příchozí se musí venku zout. Mešita byla otevřena v prosinci roku 2007. Je zbudována především z bílého mramoru, vykládána dalšími barevnými kameny, některé detaily výzdoby jsou zlacené, skleněné lustry dodala firma Swarovski. V sousedství mešity je hrobka šejka Saída, který stavbu financoval.

## Sport
V Abú Zabí byly pořádány mezinárodní soutěže v letecké akrobacii zvané Red Bull Air Race.

### Závodní okruh Yas Marina Circuit
Okruh Yas Marina Circuit měl premiéru ve formuli 1 na konci sezóny v roce 2009. Navrhl ho architekt Hermann Tilke a nachází se na ostrově Yas nedaleko města Abú Zabí. Byl dokončen v průběhu roku 2009 a je součástí zábavního komplexu, ve kterém se mimo jiné nachází i Ferrari World. Má celkem 21 zatáček.

## Parky, zahrady a pláže
Abú Zabí má více než 2000 udržovaných parků a zahrad. Jen na území parků se vyskytuje přes 1000 druhů rostlin a živočichů. Přímo v centru města se rozkládá národní park Mangrove, který tvoří 75 % těchto unikátních porostů v rámci SAE. Pobřeží má délku více než 400 kilometrů, z čehož 10 kilometrů jsou veřejné pláže.

## Doprava

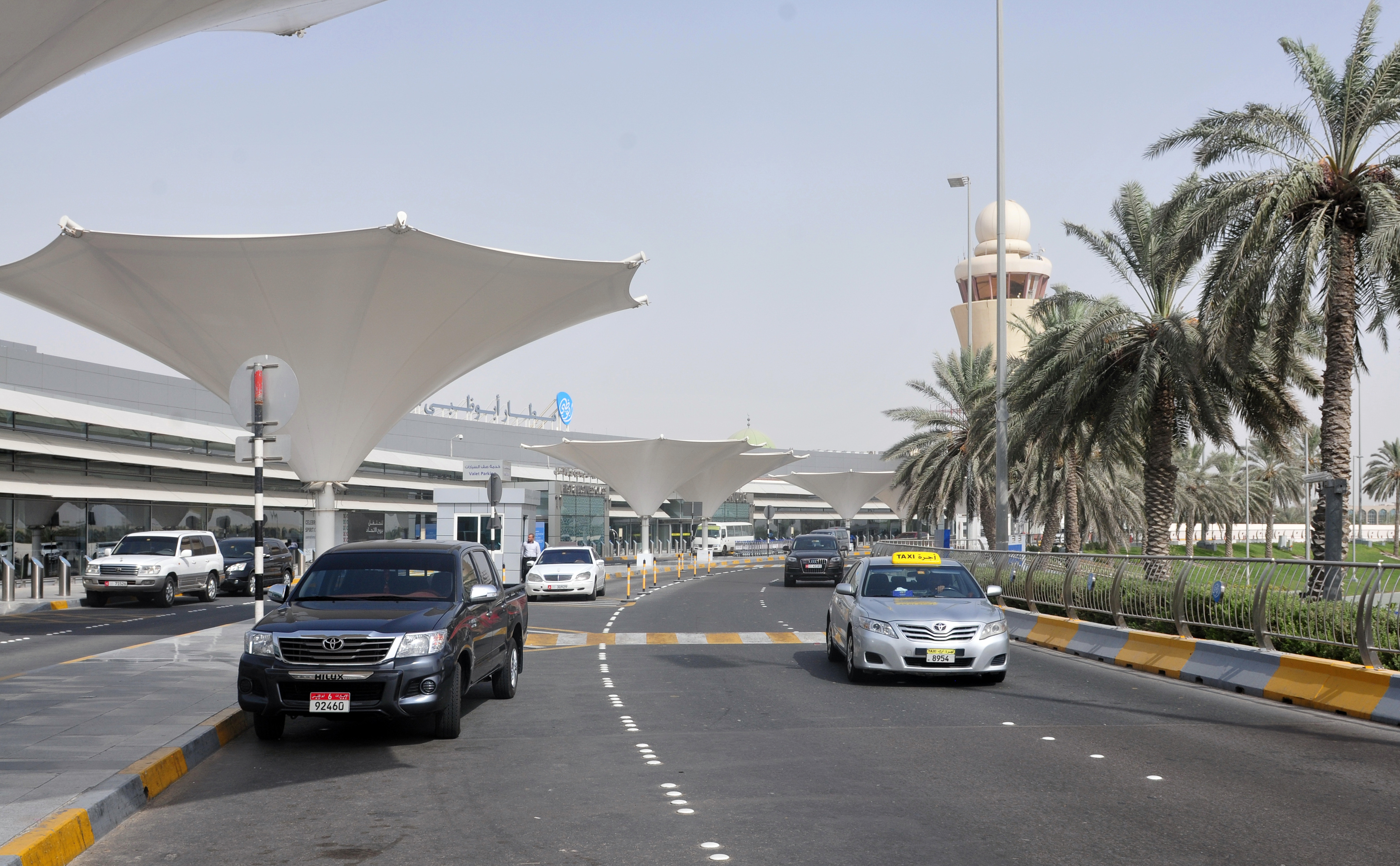
Letiště v Abú Zabí

Mezinárodní letiště Abú Zabí (AUH) je druhé největší letiště ve Spojených arabských emirátech po dubajském letišti, jehož je velkým konkurentem. V roce 2008 zde bylo odbaveno 9,2 milionu cestujících, což byl nárůst o 30,2 % oproti předchozímu roku. Dříve stálo letiště na jiném ostrově ve městě, na své současné místo se přestěhovalo až roku 1982. Nejvíce zde působí letecká společnost Etihad Airways, což je národní dopravce emirátu Abú Zabí a zároveň druhá největší letecká společnost v Emirátech po Emirates. I v současnosti vznikají projekty na rozšíření tohoto letiště a v rámci jednoho z nich byl v roce 2009 otevřen nový terminál.

Ve městě Abú Zabí působí veřejná hromadná doprava jako jsou autobusy a trajekty. Nezvyklostí je, že místní taxi jsou většinou stříbrné, nikoliv žluté, jak tomu bývá v jiných metropolích. Označení taxi je klasicky žluté. Starší taxi auta mají barvu bílou a zelené označení na střeše. Ty už ale byly vyřazeny.

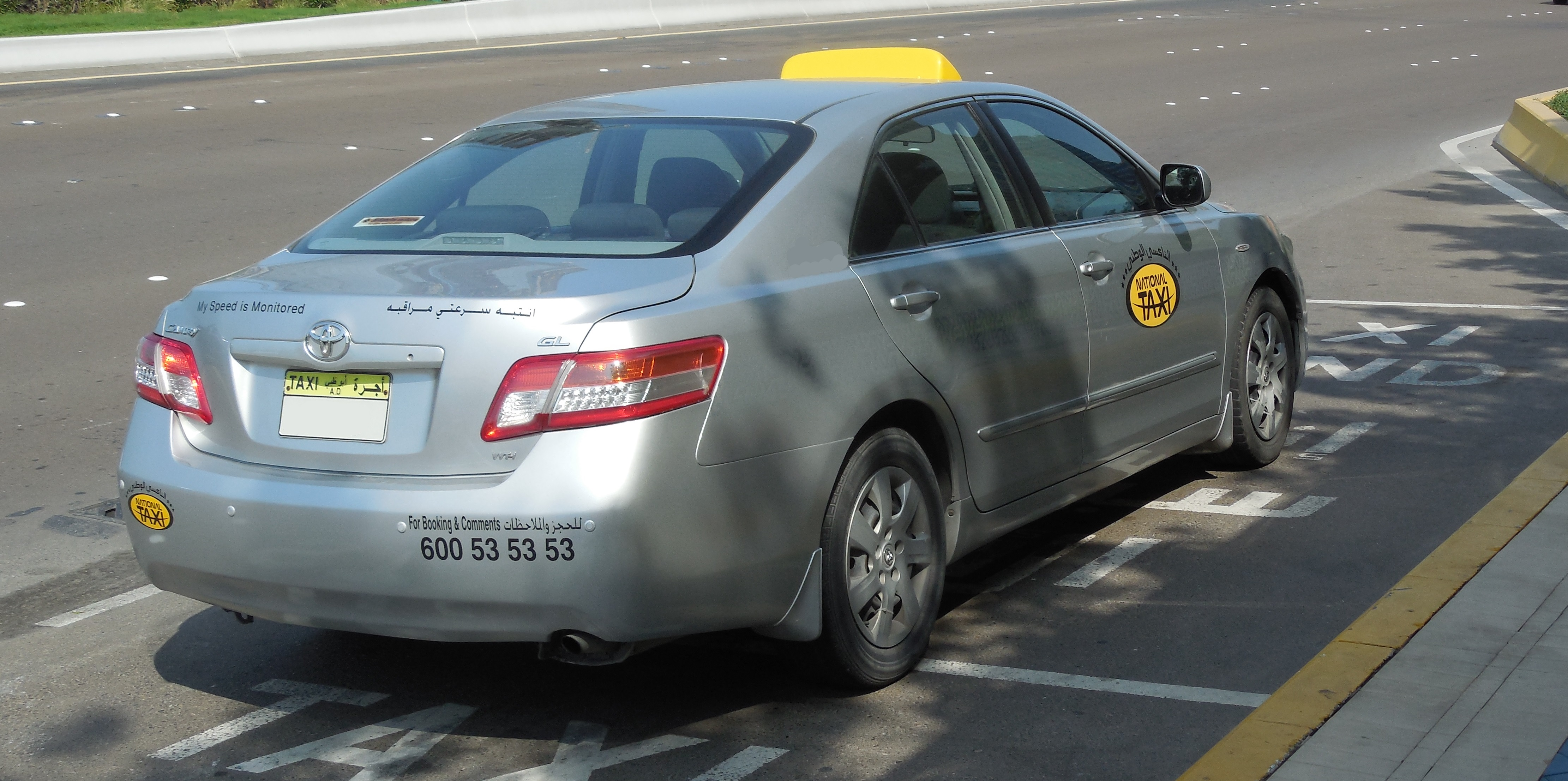
Taxi

První autobus ve městě vyjel roku 1969. Některé autobusy zajíždějí do frekventovaných míst, jako je letiště nebo hlavní nádraží. Dne 30. června 2008 ministerstvo dopravy spustilo veřejnou autobusovou dopravu v Abú Zabí se čtyřmi linkami. Ve snaze nalákat lidi k využívání autobusového systému byly všechny trasy za nulové jízdné až do konce roku. Autobusy zaznamenaly ohlas a přestože většina z nich má jen 45 míst, někteří řidiči hlásí až 100 pasažérů najednou. V roce 2010 bylo v provozu přes 1 360 autobusů a 21 linek.

## Obyvatelstvo
Vývoj počtu obyvatel zachycuje tabulka:
| rok  | způsob  | počet obyvatel |
| ---- | ------- | -------------- |
| 1975 | sčítání | 127 763        |
| 1980 | sčítání | 243 257        |
| 1985 | sčítání | 283 361        |
| 1995 | sčítání | 398 695        |
| 2005 | sčítání | 670 000        |
| 2010 | odhad   | 912 318        |
| 2013 | odhad   | 1 031 875      |

## Trhy
Abu Dhabi je známý svým luxusním životem a množstvím výškových obytných věží a jedinečných obchodních center a navzdory této prosperitě existuje mnoho populárních trhů v Abu Dhabi, které jsou zdobeny zvláštním orientálním kouzlem. Tyto trhy nejsou o nic méně důležité než velká obchodní centra, protože přijímají tisíce návštěvníků, obyvatel i turistů.
1. Koberec Souk
2. Souk Qaryat Al Beri
3. Trh Al-Ain
4. Souk Al Zafarana
5. Umm Al Salsal

## Muzea
Muzea a galerie umění v emirátu Abú Dhabí zaznamenaly v posledních letech velký rozvoj, pokud jde o kvantitu a kvalitu, což přispělo ke zvýšení jejich turistické atraktivity a vytvoření jejich polohy jako kulturního centra na světě.
1. Centrum dědictví Zayed
2. Louvre Abu Dhabi
3. Qasr Al Hosn
4. Manarat Al Saadiyat
5. Emirates National Automobile Museum
6. Heritage Village

## Partnerská města
- Betlém, Palestina
- Madrid, Španělsko
- Houston, USA
- Brisbane, Austrálie
- Islámábád, Pákistán
- Ottawa, Kanada
- Minsk, Bělorusko
- Nikósie, Kypr
- Iquique, Chile
- Jakarta, Indonésie
- Kish Island, Írán
- Roskilde, Dánsko